# Castell de Brahan
El Castell de Brahan es trobava a 3.5 milles al sud-oest de Dingwall, a Ross-shire, Escòcia i pertanyia al Comte de Seaforth, cap del Clan Mackenzie, que dominaven la zona.

## Història
El Castell de Brahan va ser construït pel 1.er Comte de Seaforth Colin Mackenzie l'any 1611. Kenneth Mackenzie, un treballador de la finca, era un prestigiós vident, qui va fer una sèrie de profecies a la fi del segle xvii. És recordat com el Vident de Braham. Mackenzie era un prominent membre del Jacobitisme i va prendre part a la revolta jacobita de 1715.
William Mackenzie, 5° Comte de Seaforth va ser derrotat i condemnat a lliurar la hisenda, que l'any 1725 es va convertir a la seu del General Wade, durant el procés de "pacificació" de les terres altes d'Escòcia.
Després de la segona revolta jacobita de 1745, els Mackenzies van ser el primer clan a rendir-se, sent forçats a jurar lleialtat a la Corona britànica en els camps del castell.
La finca es va tornar a vendre posteriorment a la família Mackenzie, encara que la línia de descendència directa s'havia extingit l'any 1781. La propietat va passar a les mans de l'1.er Baró de Seaforth Francis Mackenzie, que va plantar arbres en els terrenys. En morir l'any 1815 sense hereus, va passar a ser propietat de Brahan Stewart-Mackenzie. Durant la primera meitat del segle xix, el castell va ser reconstruït i ampliat a una gran casa de camp.
James Stewart-Mackenzie, 1.er Baró de Seaforth va ser ascendit a Baron Seaforth l'any 1921, però en morir sense hereu l'any 1923, va deixar els béns a un fideïcomís.
El castell Brahan va ser requisat breument durant la Segona Guerra Mundial, però després de la guerra el seu estat es va deteriorar. A la dècada de 1950 l'edifici va ser demolit, quedant només la paret nord de l'edifici pertanyent al període del segle xix, que va servir com un adorn de jardí. El bloc estable encara sobreviu, i ara és conegut com la Càmera Brahan. Diversos panells heràldics i altres pedres decoratives es conserven a la casa.
Un monument a la finca, al voltant d'una milla (1,6 km) a l'oest del castell, commemora la mort l'any 1823 de Caroline Mackenzie, última filla del comte, que va morir després de caure d'un cotxet de cavalls prop del mateix lloc.